# 台湾远志
台湾远志（学名：Polygala arcuata）为远志科远志属下的一个种。其种加词“arcuata”意为“弓形的”。